# Karjalohja

Localização no mapa da Finlândia

Karjalohja é um município da Finlândia, localizado na província da Finlândia Meridional e faz parte da região de Uusimaa.
Tem como oficial a língua finlandesa.